# Svartstrupig taggstjärt
Svartstrupig taggstjärt (Synallaxis castanea) är en fågel i familjen ugnfåglar inom ordningen tättingar.

## Utbredning och systematik
Fågeln förekommer i kustbergen i norra Venezuela (Aragua till Caracas (Distrito Federal)). Den behandlas som monotypisk, det vill säga att den inte delas in i några underarter.

## Status
IUCN kategoriserar arten som livskraftig.